# Ira Davenport
Ira Nelson Davenport (né le 8 octobre 1887 à Winfield et décédé le 17 juillet 1941 à Dubuque) est un athlète américain spécialiste du 800 mètres.

## Carrière
Il fut head coach de 1920 à 1921 du Columbia College. Affilié au Chicago Athletic Association, il mesurait 1,78 m pour 72 kg.

### Palmarès
| Date | Compétition           | Lieu      | Résultat | Performance  |
| ---- | --------------------- | --------- | -------- | ------------ |
| 1912 | Jeux olympiques d'été | Stockholm | 3e       | 1 min 52 s 0 |

### Records
| Épreuve    | Performance  | Lieu      | Date |
| ---------- | ------------ | --------- | ---- |
| 800 mètres | 1 min 52 s 0 | Stockholm | 1912 |